# Cardinale (Italia)
Cardinale (Cardinaru in calabrese) è un comune italiano di 1 732 abitanti della provincia di Catanzaro in Calabria.
Situato nella Valle dell'Ancinale, oltre al centro storico di particolare interesse architettonico, comprende il contiguo centro abitato moderno.
È noto per la coltivazione della Nocciola Tonda di Calabria.

## Geografia fisica

### Territorio
Cardinale è situata a 562 m s.l.m.
L'altitudine minima è di 341 m s.l.m. mentre quella massima è di 1178 m s.l.m. Avvantaggiato dalla sua posizione centrale nella regione (si trova poco a sud dell'Istmo di Catanzaro), da Cardinale è possibile raggiungere agevolmente tutte le località e città della Calabria.
Il territorio è in massima parte boscoso. Sono presenti il nocciolo, il castagno, l'ulivo, l'arancio, la quercia e il faggio. Negli anni 1950-1960 sono stati avviati imponenti rimboschimenti con conifere (pino in prevalenza).

### Idrografia
Il centro storico è bagnato dal fiume Ancinale (l'antico Cecinus) che nasce dal Monte Pecoraro e sfocia nel Mar Ionio nei pressi di Soverato, dopo un percorso di circa 35 km. Lungo il percorso del fiume si trova un'importante stazione della felce Osmunda regalis.
Altri corsi d'acqua di minore importanza sono il Torrente Usito, il torrente Bruca e la fiumara Alaco.
Cardinale è sede di due dighe artificiali: Diga dell'Alaco, che approvvigiona l'acqua a 88 comuni della Calabria e Diga dell'Ancinale, costruita per il funzionamento di una centrale idroelettrica A2A situata poco distante.

### Valle dell'Ancinale
La Valle dell'Ancinale, chiamata anche Conca di Cardinale oppure Piana di Cardinale è un'area geografica originatesi a seguito di forti esondazioni del fiume Ancinale. Si tratta quindi di una pianura di origine alluvionale. Nella valle è insediato il centro abitato di Cardinale.

### Clima
Cardinale vede estati particolarmente calde durante il giorno e fresche durante la notte.  In inverno, quasi tutti gli anni, vi sono nevicate brevi. Trovandosi in zona collinare, tra il mare e la montagna, Cardinale gode di un clima ottimale.

## Origini del nome
Secondo alcuni, il nome Cardinale deriva dal latino cardinalis (cardinale, linea di confine). Ad avvalorare questa tesi è la posizione centrale di Cardinale rispetto agli altri comuni della zona.
Secondo altri, il nome di Cardinale deriva dal fatto che in questo paese si cardava la lana.
Una terza ipotesi è che il nome di Cardinale si riferisca ad un nome di persona non ben identificato.

## Storia
Cittadina fiorente, in passato Cardinale contò oltre 4 000 abitanti. Il centro storico è ricco di vari manufatti in granito, vi si trovano numerose chiese e due castelli: testimonianze del passato.

### Neolitico
Cardinale è anche un sito neolitico. Già nell'Ottocento, durante i lavori per il rinforzo di un ponte in ferro, sono state ritrovate delle asce in pietra lavorata. Molte di queste sono state ritrovate in varie località e la tradizione vuole che i pastori li considerassero dei tuoni e li portassero con loro in quanto si credeva fossero un potente talismano contro i fulmini. Tali asce venivano chiamate cugni o truoni. Alcune di queste asce sono conservate nel Museo di Crotone. Tali ritrovamento attestano la presenza dell'uomo nella Valle dell'Ancinale sin già dall'età Neolitica.

### Gironda, Ravaschieri, Filangieri
Cardinale venne governata dapprima dalla famiglia Gironda, successivamente dalla famiglia Ravaschieri ed infine dalla famiglia Filangieri. Restano oggi delle testimonianze storiche: in località Razzona di Cardinale vi si trova il Castello Filangieri di proprietà del principe Carlo Filangieri.

### Baronessa Scoppa
Nel frattempo, in località Lacina di Cardinale vi era la famiglia Scoppa. Si trovava qui infatti la residenza estiva della baronessa Maria Enrichetta Scoppa, la residenza prese il nome di Castello Scoppa.

### Terremoto del 1783
Il 28 marzo 1783 un violento terremoto, noto come terremoto del 1783, scosse l'intera Calabria. Sin dalla notte violente scosse che a volte durarono anche più di due minuti, rasero al suolo o danneggiarono interi paesi, tra cui Cardinale. Su alcuni manoscritti del 1784 di un volume della Scienza della Legislazione, reperito nel Castello Filangieri, vengono riportati i danni di quest'ultimo subiti durante il terremoto del 1783.

### Alluvione del 1935
Il 21 novembre 1935 Cardinale fu vittima di una violenta alluvione che causò morti e la perdita di molti beni. L'alluvione portò al fallimento di molte attività commerciali dell'epoca. Il livello dell'acqua nelle zone più basse del paese raggiunse i 2 metri di altezza. La pioggia iniziò a cadere nel tardo pomeriggio, molte delle persone che si trovavano in giro, sorprese dalla forte tempesta, si ripararono a casa di amici e nei negozi dove trascorsero tutta la notte, la caduta dei pali dell'elettricità oscurò le luci del paese, nelle case regnavano le luci delle candele, chi poteva si riparava nei piani alti o sui mobili, la pioggia iniziò a cessare nelle ore di prima mattina. A seguito di questo forte alluvione, venne costruito il primo nucleo della frazione Novalba di Cardinale. In ricordo, è stata posta una targa memoriale sul ponte delle tre arcate, all'ingresso del centro storico.

### Alluvione del 1954
A Cardinale ci fu una seconda violenta alluvione nel 1954: da qui nacque il secondo nucleo abitato di Novalba di Cardinale.

## Monumenti e luoghi d'interesse

### Monumenti
- Monumento ai Caduti in guerra
- Monumento a Francesco De Luca (2000)

### Targhe memoriali
- Targa in memoria dell'alluvione del 21-22 novembre 1935
- Targa in memoria di Mino Reitano

### Anfiteatri
- Anfiteatro di Novalba
- Anfiteatro di via Don Cirillo

### Statue all'aperto
- Statua Madonna del Carmelo (1974)
- Statua Padre Pio (1999)
- Statua Sant'Agnese

### Ruderi
- Ruderi del Convento carmelitano dedicato a S. Caterina d'Alessandria (1556-1652)
- Ruderi di Cardinale Antica
- Ruderi di antichi mulini ad acqua

### Chiese
- Chiesa matrice di San Nicola di Bari (1700)
- Chiesa di Santa Maria dei Sette Dolori (1685)
- Chiesa del Castello Filangieri (1700)
- Chiesa di Santa Maria delle Grazie in Novalba (1963)
- Chiesa di Santa Maria delle Grazie in Ciano (1795)
- Chiesa Giovanni Paolo II (2000)

### Ponti storici
- Ponte delle tre arcate (1900)

### Fontane
- Fontana a zampillo di Cuccumella
- Fontana antica Cavaliere
- Fontana antica Marchese
- Fontane di Giannandrea
- Fontane dei due ponti
- Altre fontane nelle zone rurali

### Calvari
- Calvario via Vittorio Emanuele
- Calvario viale Roma
- Calvario di Novalba

### Castelli
- Castello Filangieri
- Castello della Baronessa Scoppa

### Palazzi nobiliari
- Palazzo Romiti
- Palazzo Salvi
- Palazzo Pelaggi
- Palazzo Nisticò
- Palazzo Rotiroti
- Palazzo De Luca
- Palazzo Mammone
- Palazzo Don Martino
- Palazzo Meliti

### Piazze
- Piazza Umberto I
- Piazza Italia
- Piazza Giovanni Paolo II
- Piazza Giovanni Salvi
- Piazza Giuseppe Garibaldi
- Piazza Sal Nisticò
- Piazza Fratelli De Luca

### Vie principali
- Viale Kennedy
- Viale Roma
- Lungofiume Ancinale

### Giardini comunali
- Giardini di viale Kennedy
- Giardini di via Don Cirillo
- Giardini di piazza Giovanni Paolo II
- Giardini di piazza Italia

### Laghi artificiali
- Lago Lacina
- Lago Ancinale

### Chiesa matrice di San Nicola di Bari
La tradizione vuole che la statua di San Nicola di Bari, di passaggio da paese in paese, arrivata a Cardinale diventò improvvisamente molto più pesante così venne portata nell'omonima chiesa cardinalese per far riposare chi la trasportava e lì restò per sempre. La chiesa è una costruzione settecentesca.

### Ponte delle tre arcate
Essendo Cardinale un territorio attraversato da molti corsi d'acqua, sono altrettanto molti i suoi ponti. Di notevole interesse storico-architettonico è il ponte delle tre arcate, costruito nei primi del '900 per congiungere il centro storico alla frazione Galiano. Per anni il ponte ha fatto parte della Strada Provinciale 149. Successivamente, a causa dell'aumento del flusso veicolare, è stato costruito parallelamente un ponte moderno appartenente alla Strada Provinciale 149, mentre il ponte delle tre arcate è stato affidato in gestione al comune che l'ha predisposto di panchine e lampioncini e ne ha fatto una zona pedonale, rendendolo un posto suggestivo.

### Castello Filangieri
Il castello Filangieri, conosciuto anche come Casino della Razzona, è un castello ubicato nel comune di Cardinale, nella frazione Razzona di Cardinale.
Fu proprietario il principe Carlo Filangieri. Non vi sono molte informazioni certe al riguardo, ma una cosa è certa: non è stato costruito da Carlo, ma gli è stato ceduto nel 1818. Il castello, infatti, esisteva all’epoca del terremoto del 1783, quando Carlo non era ancora nato, visto che nel 1784 ha subìto delle riparazioni. La Razzona fu comunque territorio abitato già dal neolitico ed infeudato da molte famiglie: i Gironda, i Ravaschieri ed infine i Filangieri. Nei pressi del castello vi era anche una ferriera. 

### Ferriera di Razzona
La ferriera di Razzona di Cardinale è inserita nell'antica tradizione di fonderie calabresi, attive già dal Mille e che dalla fine del 1700 avevano avuto un vigoroso impulso con le reali ferriere e la fonderia di Mongiana, risalenti al 1771 secondo alcuni manoscritti. La ferriera di Razzona di Cardinale, in quanto privata, non poteva utilizzare il materiale estratto dalla cave delle miniere statali di Pazzano ma era costretta a importare la materia prima dall’Isola d’Elba con notevoli costi. Tuttavia, crebbe rapidamente. La sua piena attivazione avvenne nel 1824. Nel 1834 i fuochi furono portati a sei e nel 1839 a nove. Nel 1839, la produzione si aggirava intorno alle 3060 e le 3600 cantaie. Occupava circa duecento operai, diretti da tecnici specializzati dalle accademie tedesche di Schermitz e di Dreyeberg. I primi due ponti sospesi italiani costruiti nel 1829 sui fiumi Garigliano e Calore Irpino portano le strutture in ferro realizzate nella ferriera di Razzona, a Cardinale. La ferriera fu quasi completamente distrutta da un’alluvione del 1855, mentre il castello rimane ancora integro.

### Castello della Baronessa Scoppa
Il castello della Baronessa Scoppa è un castello situato nei pressi della Lacina ma precisamente in località Chianu da Jannara a Cardinale. È stato la residenza estiva di Maria Enrichetta Scoppa baronessa di Badolato che nacque nel 1831 a Sant'Andrea Apostolo dello Ionio e morì nel 1910, o forse nel 1912, nella sua Villa Condò. Al piano superiore del castello vi erano le stanze della Baronessa e dei suoi ospiti, mentre in quello inferiore gli alloggi di alcuni coloni e di una guarnigione che presidiava il luogo anche d’inverno, oltre a un locale di deposito per le provviste e a una piccola stalla per il ricovero dei cavalli della nobildonna. Si racconta inoltre che nei pressi del Castello ci fosse una chiesetta, forse sorta su un antico tempio rurale intitolato alla dea greca Hera Lacinia. Da qui il nome di Località Lacina.
La tradizione attribuisce un lato oscuro alla Baronessa: si racconta infatti che la nobildonna, sebbene da giovane avesse fatto voto di verginità, andasse segretamente alla continua ricerca di esperienze erotiche e che allo scopo attirasse nel suo castello di Cardinale, fra i boschi, giovani e prestanti uomini dei dintorni con cui consumava rapporti sessuali. Il lato oscuro è che pare questi uomini venissero fatti puntualmente sparire nelle sabbie mobili presenti nel territorio cardinalese, affinché non rimanesse traccia delle inconfessabili abitudini della donna. Il castello viene erroneamente chiamato Casino della Lacina, pur essendo la località esatta quella indicata sopra. La zona in cui è ubicato il castello, che oggi versa in stato di abbandono, è un Sito di Interesse Comunitario.

## Società

### Evoluzione demografica
Abitanti censiti

### Istituzioni, enti e associazioni
Cardinale fa parte di:
- Unione dei Comuni del Versante Ionico - Comuni membri: Cardinale, Davoli, Guardavalle, Badolato, Santa Caterina dello Ionio, Sant'Andrea Apostolo dello Ionio, San Sostene, Isca sullo Ionio
- Regione agraria N. 4  - Montagna di Soverato
- Parco naturale regionale delle Serre

## Cultura

### Eventi
- Festa Patronale San Nicola di Bari (6 dicembre);
- Festa Patronale San Nicola di Bari (ultima domenica di maggio);
- Festa di Maria Santissima delle Grazie (agosto);
- Festa della Madonna del Carmelo (16 luglio);
- Palio di San Lorenzo (celebrato fino a qualche anno fa il 10 agosto);
- Memoria ai Caduti in Guerra (4 novembre);
- Memoria agli Alluvionati del 1935 (21 novembre)
- Mercatino settimanale (ogni mercoledì)

### Istruzione
Fino a pochi anni fa le scuole erano dislocate sia nel centro storico che nelle frazioni. Negli ultimi anni sono state dismesse tutte le scuole delle frazioni. Oggi le scuole sono presenti solo nel centro storico, esse sono:
- Scuola dell'infanzia;
- Scuola primaria;
- Scuola secondaria di I grado.

### Radio
- Mediatre Radio - Cardinale

## Geografia antropica
Cardinale confina con 9 comuni: Argusto, Brognaturo, Chiaravalle Centrale, Davoli, Gagliato, San Sostene, Satriano, Simbario e Torre di Ruggiero.

### Centro storico (Cardinale centro)
Il centro storico è la parte centrale di Cardinale dove risiede la maggior parte della popolazione e vi sono gli uffici comunali (Palazzo Romiti). Qui hanno sede le scuole, gli uffici postali, il Servizio di Continuità Assistenziale (guardia medica), quasi tutte le attività commerciali presenti in Cardinale e il centro sportivo principale del comune. Si sviluppa qui il patrimonio storico-architettonico della città tra palazzi nobiliari, strade in pietra, chiese e monumenti religiosi, ruderi e antiche fontane. Vi sono anche numerosi giardini pubblici e spazi verdi. Lungo la strada che collega il centro storico alla frazione Novalba, si trova la vasta area cimiteriale. Le abitazioni sono in gran parte storiche, ma altre sono moderne. Rappresenta il punto di ritrovo per tutti i cittadini sparsi nelle varie frazioni.

### Frazioni
Segue l'elenco, in ordine alfabetico, delle frazioni e località di Cardinale:
Acero, Allacciamento, Ancinaliti, Arena, Bruca, Burilli, Calvario, Campo, Canalace, Cancella, Capannelle, Carcera, Cardelluccia, Carranza, Case Popolari, Case Sparse, Casermetta, Cava, Cavaliere, Chianu da Jannara, Chiusella, Cipolla, Citino, Colella, Collina Costa, Condina, Copellace, Cortiglio, Croce Pilusa, Cuccumella, Diga, Domedda, Donn'Elerio, Farmacia Vecchia, Fiammuomuru, Fiumarella, Fondo Croce, Fontanella, Forestale, Galiano, Gallina, Giannandrea, Gionti, Grillo, Iozzo, Lacina, Largo Pignara, Lo Giacco, Lumbato, Mantello, Marcello Mirà, Marchese, Montebello, Monumento, Mottella, Mulino, Novalba, Novella, Pafumi, Pepe, Piazzale Noc, Pietra Sant'Antonio, Pirara, Ponterosso, Pontevecchio, Pontino, Prato, Razzona, Rione Ciano, Rosarelle, Ruga Là Basso, Ruga Là Sopra, San Giorgio, Sant'Agnese, Schiarazzo, Schilda, Sinentera, Spianamento, Stretto del Mulino, Timpa, Tre Fontane, Tre Comuni, Umbro, Usito, Vicario, ed altre.

#### Novalba di Cardinale
Alla frazione venne dato il nome Novalba per due motivi: per rappresentare una nuova alba per Cardinale dopo l'alluvione del 1935 e per ricordare Albina Mangiacasale moglie dell'allora sindaco Giovanni Salvi.
Il primo nucleo di Novalba è sorto quindi dopo l'alluvione del 1935, il secondo dopo l'alluvione del 1954. Si tratta prevalentemente di abitazioni di edilizia popolare ma anche di abitazioni di edilizia privata. L'area è edificata in modo regolare seguendo precisi schemi geometrici e le strade sono perpendicolari tra loro andando a formare una fitta rete. Vi si trova un campo da calcetto, una chiesa, la caserma dell'Arma dei Carabinieri ed una piazza, oltre ad alcuni edifici scolastici dismessi. Sotto il centro abitato di Novalba, attraversa una lunga galleria della Strada statale 713 Trasversale delle Serre.

#### Razzona di Cardinale
La frazione Razzona è conosciuta per la presenza del Castello Filangieri e della Ferriera di Razzona. Attorno al castello vi sono altri edifici tra cui una chiesetta e i locali della ferriera. Si racconta che un tempo, quando il campanile della chiesa matrice San Nicola di Bari era più elevato, si potesse udire il rintocco delle campane dalla Razzona. La frazione Razzona dista parecchio dal centro storico. In Razzona di Cardinale sono presenti anche alcuni capannoni industriali. Oggi, il tutto versa in stato di abbandono.

#### Cuccumella di Cardinale
Cuccumella è un quartiere di Cardinale costruito intorno agli anni '80. Ospita parte della popolazione che prima viveva nel centro storico. Anche qui le abitazioni sono edificate seguendo schemi geometrici: si tratta per lo più di abitazioni a schiera con annesso giardino. Vi è un campo da calcio, una piazza ed una chiesa.

#### Lacina di Cardinale
Si pensa che il nome di località Lacina derivi da un tempio rurale situato a Cardinale, dedicato alla dea greca Hera Lacinia. Oggi di tale tempio non ci sono più tracce. Una buona parte di località Lacina ricade nel comune di Cardinale, mentre altre porzioni ricadono nei comuni di Brognaturo e San Sostene. Località Lacina è sede del lago artificiale denominato Diga dell'Alaco. Molte sono le leggende legate alla Lacina. Anziani cardinalesi hanno infatti testimoniato la presenza di zone paludose coperte di giunchi secchi, dette nel dialetto locale vizzichi o uocchi e mara perché si credeva fossero in comunicazione col Mar Ionio. Secondo quanto si racconta, non era raro che molti carretti trainati da asini venissero risucchiati dalle paludi. Dall'aspetto misterioso è anche un castello nei paraggi. Infatti, nelle vicinanze della Lacina, esattamente in località Chianu da Jannara, nel territorio di Cardinale, è ubicato il Castello della Baronessa Scoppa. Località Lacina è un S.I.C. vale a dire un Sito di Interesse Comunitario.

### Zona Industriale
È stata individuata come zona industriale il territorio pianeggiante di località Pafumi. Alcuni capannoni industriali sono invece presenti in Razzona. Tuttavia, si trovano attività industriali dislocate in tutto il territorio cardinalese: non vi è quindi un agglomerato industriale con confini ben definiti.

## Economia
Cardinale viene ricordata per la nocciola di Cardinale. Nel vasto territorio del comune viene infatti coltivato in larga scala il nocciolo, le nocciole ottenute sono poi destinate alle grandi industrie alimentari. Tale pianta è stata importata dalla zona di Atripalda da Alfonso Salvi intorno alla metà dell'Ottocento. Oltre alla coltivazione del nocciolo, in Cardinale esistevano delle filande dette in gergo locale "vattandìari" dove venivano lavorate varie fibre naturali fra cui la lana. Con questa veniva prodotto un tessuto impermeabile chiamato "arbascio", ma nessuno sa più con esattezza come venisse realizzato.
Riveste anche un'importante fonte di reddito l'industria boschiva con lo sfruttamento di vasti boschi di castagno, faggio e conifere. Un tempo a Cardinale era praticata la bachicoltura e il gelso bianco (Morus alba) veniva coltivato su vasta scala.
A Cardinale si produce anche energia idroelettrica ed eolica:
- Diga dell'Ancinale: produce energia idroelettrica per conto della A2A
- Parco eolico: si trova al confine tra Cardinale e San Sostene e produce energia eolica per conto della Falck

Inoltre vi si trova anche la Diga dell'Alaco che approvvigiona l'acqua a 88 comuni della Calabria.

## Infrastrutture e trasporti

### Strade
Le principali strade che attraversano il comune di Cardinale sono:
Strade provinciali
- Strada Provinciale 149: collega Cardinale a Satriano e a Davoli.
- Strada Provinciale 150: collega Cardinale a Chiaravalle Centrale e a Simbario.
- Strada Provinciale 151: collega Cardinale a Torre di Ruggiero.
- Strada Provinciale 152: collega Cardinale alla frazione Novalba di Cardinale

Strade statali
- Strada Statale 182: Cardinale è attraversata dalla Strada statale 182 delle Serre Calabre.
- Strada Statale 713: il territorio di Cardinale è attraversato dalla Strada statale 713 Trasversale delle Serre. Vi si trova uno svincolo dal quale è possibile procedere in direzione Serra San Bruno o in direzione Soverato. La strada in questione, in alcuni tratti, è ancora in fase di realizzazione.

### Trasporti
Per quanto riguarda i trasporti pubblici, in tutto il territorio comunale sono dislocate varie fermate degli autobus Ferrovie della Calabria.
L'Aeroporto di Lamezia Terme dista circa 60 km da Cardinale.

## Amministrazione
| Periodo        | Periodo        | Primo cittadino        | Partito                            | Carica                    | Note                        |
| -------------- | -------------- | ---------------------- | ---------------------------------- | ------------------------- | --------------------------- |
| 1949           | 1961           | Giovanni Salvi         |                                    | sindaco                   |                             |
| 1961           | 1962           | Francesco Signoretta   |                                    | sindaco                   |                             |
| 1962           | 1965           | Domenico Costa         |                                    | sindaco                   |                             |
| 1965           | 1970           | Domenico Cirillo       | Democrazia Cristiana               | sindaco                   | Deceduto al secondo mandato |
| 1970           | 1975           | Mariano Mammone        | Democrazia Cristiana               | sindaco                   |                             |
| 1975           | 1980           | Nicola Signoretta      | Partito Socialista Italiano        | sindaco                   |                             |
| 1980           | 1990           | Giampiero Nisticò      | Democrazia Cristiana               | sindaco                   |                             |
| 1990           | 1992           | Nicola Signoretta      | Partito Socialista Italiano        | sindaco                   |                             |
| 1992           | 1995           | Francesca Rotiroti     | lista civica                       | sindaco                   |                             |
| 23 aprile 1995 | 13 giugno 1999 | Domenico De Fazio      | lista civica Indipendente          | sindaco                   |                             |
| 13 giugno 1999 | 13 giugno 2004 | Bruno Antonio Nisticò  | lista civica di centro-destra      | sindaco                   |                             |
| 13 giugno 2004 | 7 giugno 2009  | Bruno Antonio Nisticò  | Alleanza Nazionale                 | sindaco                   |                             |
| 7 giugno 2009  | 28 agosto 2012 | Amedeo Antonio Orlando | lista civica                       | sindaco                   |                             |
| 28 agosto 2012 | 27 maggio 2013 | Domelia Ruffini        |                                    | commissario straordinario |                             |
| 27 maggio 2013 | 10 giugno 2018 | Giuseppe Marra         | lista civica Insieme per Cardinale | sindaco                   |                             |
| 10 giugno 2018 | in carica      | Danilo Staglianò       | lista civica Io partecipo          | sindaco                   |                             |

## Sport

### Calcio
- U.S. Imperiale Cardinale
- U.S. Ancinale Cardinale

### Pallavolo
- ASD Pepea
- ASD MTB Cardinale